# Katharina Borchert

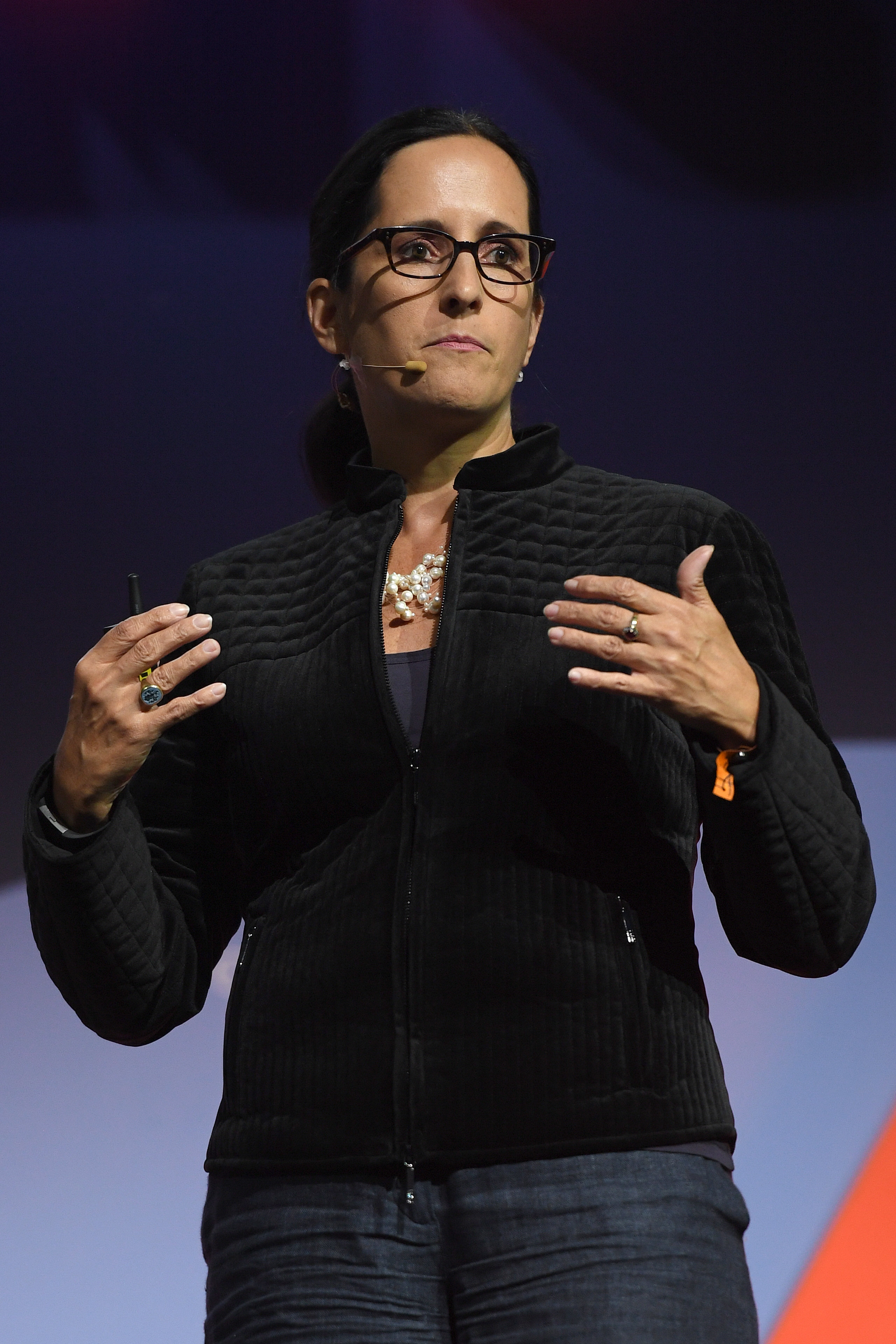
Katharina Borchert

Katharina Borchert (* 10. Oktober 1972 in Wattenscheid) ist eine deutsche Journalistin und war seit Januar 2016 bis Ende 2020 bei der Mozilla Corporation als Chief Innovation Officer für die zukünftige Ausrichtung der Mozilla-Produkte zuständig. Vorher war sie seit 2010 Geschäftsführerin bei Spiegel Online.

## Leben

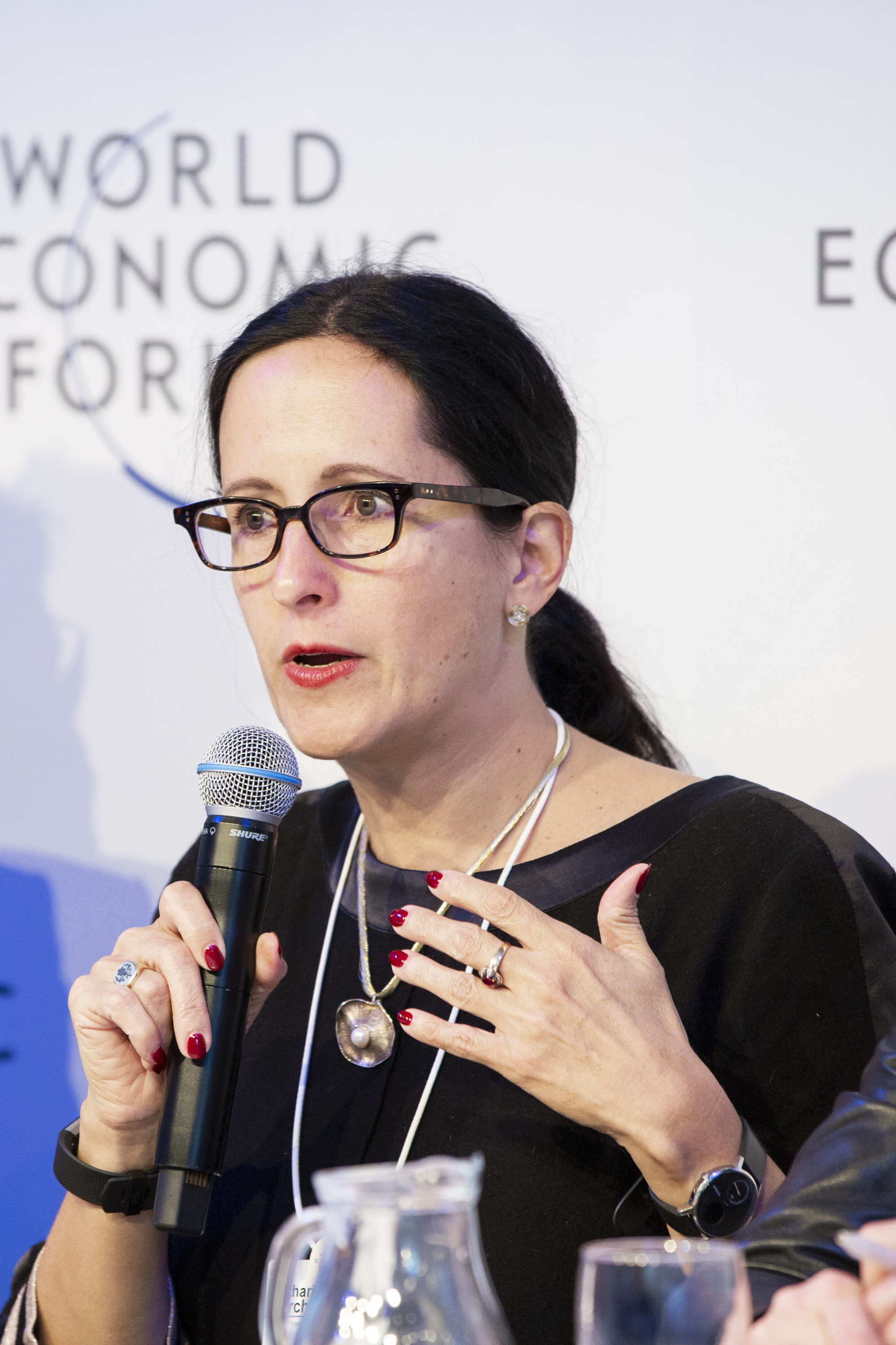
Borchert während des WEF 2019

Die Tochter des Bundeslandwirtschaftsministers Jochen Borchert (CDU) studierte Jura und Journalistik an den Universitäten Hamburg und Lausanne.
Als freie Autorin schrieb Borchert unter anderem für die FAZ, Die Welt und c’t. 2002 startete sie ihren eigenen Blog Lyssas Lounge, den sie bis 2007 betrieb. Mitte 2006 wurde sie Online-Chefredakteurin der Essener WAZ-Mediengruppe. In dieser Position entwickelte sie das Konzept für das Regionalportal DerWesten.de. 2007 wurde sie zur Geschäftsführerin der WAZ NewMedia GmbH befördert, 2008 in das Board of Directors der WAZ Mediengruppe berufen und war damit für das gesamte Online-Geschäft der Mediengruppe verantwortlich.
2010 wurde Borchert Geschäftsführerin von Spiegel Online. Nachdem der ehemalige Verlagsleiter des Magazins Der Spiegel, Fried von Bismarck, 2011 aus dem Deutschen Presserat ausschied, wurde Borchert dort seine Nachfolgerin.
Borchert gehört seit Ende März 2014 zum Board of Directors der Mozilla Corporation. Im Oktober 2015 wurde bekannt, dass sie dort ab Januar 2016 als Chief Innovation Officer dafür zuständig sein werde, „Zukunfts-Chancen [zu] erkennen und ein[zu]ordnen“. Ihr Nachfolger als Geschäftsführer von Spiegel Online war Jesper Doub.

## Auszeichnungen
Sie wurde im März 2011 vom World Economic Forum zum Mitglied der „Young Global Leaders“ 2011 (YGL) ernannt.
Im Rahmen der Initiative Wissenschaftsjahr 2014 Die Digitale Gesellschaft des Bundesministeriums für Bildung und Forschung und der Gesellschaft für Informatik wurde sie mit der Auszeichnung Deutschlands Digitale Köpfe geehrt, die für diejenen verliehen wird, „die mit ihren Ideen und Projekten die digitale Entwicklung in Deutschland vorantreiben“.